# Buellia vernicoma
Buellia vernicoma är en lavart som först beskrevs av Edward Tuckerman, och fick sitt nu gällande namn av Edward Tuckerman. Buellia vernicoma ingår i släktet Buellia och familjen Physciaceae.   Inga underarter finns listade i Catalogue of Life.